# Aglaophamus agilis
Aglaophamus agilis är en ringmaskart som först beskrevs av Langerhans 1880.  Aglaophamus agilis ingår i släktet Aglaophamus och familjen Nephtyidae. Arten är reproducerande i Sverige. Inga underarter finns listade i Catalogue of Life.